# Khoa học hành vi
Khoa học hành vi (tiếng Anh: Behavioural sciences) là một ngành khoa học khám phá các quá trình nhận thức bên trong các sinh vật và các hành vi tương tác giữa các sinh vật trong thế giới tự nhiên. Nó liên quan đến việc phân tích và điều tra có hệ thống về hành vi của con người và động vật thông qua quan sát tự nhiên, thí nghiệm khoa học có kiểm soát và mô hình toán học. Mục tiêu của ngành là đạt được các kết luận hợp pháp, khách quan thông qua các công thức và quan sát chặt chẽ. Ví dụ về khoa học hành vi bao gồm tâm lý học, tâm lý học hành vi, nhân loại học, kinh tế học và khoa học nhận thức. Nói chung, khoa học hành vi chủ yếu tìm cách khái quát hóa hành vi của con người vì sự liên quan và tác động của nó đối với toàn xã hội.

## Ứng dụng
Những hiểu biết sâu sắc từ một số nguyên tắc thuần túy trong khoa học hành vi được khám phá bởi nhiều nguyên tắc ứng dụng khác nhau và được thực hành trong bối cảnh cuộc sống hàng ngày và kinh doanh.
Ví dụ, hành vi người tiêu dùng nghiên cứu về quá trình ra quyết định của người tiêu dùng khi mua hàng hóa hoặc dịch vụ, đồng thời nghiên cứu cách họ nhận ra vấn đề và khám phá các giải pháp. Khoa học hành vi được áp dụng trong nghiên cứu này bằng cách kiểm tra các kiểu người tiêu dùng khi mua hàng, các yếu tố ảnh hưởng đến các quyết định đó và cách tận dụng các mẫu này.
Hành vi tổ chức là ứng dụng của khoa học hành vi trong môi trường kinh doanh. Nó nghiên cứu điều gì thúc đẩy nhân viên làm việc, cách khiến họ làm việc hiệu quả hơn, điều gì ảnh hưởng đến hành vi này và cách sử dụng những khuôn mẫu này để đạt được mục tiêu của công ty. Các nhà quản lý thường sử dụng hành vi tổ chức để lãnh đạo nhân viên của họ tốt hơn.
Sử dụng những hiểu biết sâu sắc từ tâm lý học và kinh tế học, khoa học hành vi có thể được tận dụng để hiểu cách các cá nhân đưa ra quyết định liên quan đến sức khỏe của họ và cuối cùng là giảm gánh nặng bệnh tật thông qua các biện pháp can thiệp như ác cảm mất mát, định kiến, mặc định, thúc giục,... Trung tâm Khuyến khích Sức khỏe & Kinh tế Hành vi của Đại học Pennsylvania sử dụng khoa học hành vi để thông báo chính sách y tế, cải thiện chất lượng cung cấp dịch vụ chăm sóc sức khỏe và tăng cường hành vi lành mạnh trong các lĩnh vực như hoạt động thể chất, hấp thu vắc-xin, tuân thủ dùng thuốc, cai thuốc lá và lựa chọn thực phẩm.
Các ngành ứng dụng khác của khoa học hành vi bao gồm vận trù học và tâm lý học truyền thông.

## Điểm khác biệt với khoa học xã hội
Các thuật ngữ khoa học hành vi và khoa học xã hội đều là các lĩnh vực liên kết. Cả hai đều nghiên cứu các quá trình hành vi có hệ thống, nhưng chúng khác nhau về mức độ phân tích khoa học đối với các khía cạnh khác nhau của hành vi.
Khoa học hành vi trừu tượng hóa dữ liệu thực nghiệm để điều tra quá trình quyết định và chiến lược giao tiếp bên trong và giữa các sinh vật trong một hệ thống xã hội. Đặc trưng này liên quan đến các lĩnh vực như tâm lý học, khoa học thần kinh xã hội, đạo đức và khoa học nhận thức. Ngược lại, khoa học xã hội cung cấp một khung nhận thức để nghiên cứu các quá trình của một hệ thống xã hội thông qua tác động của một tổ chức xã hội đối với sự điều chỉnh cấu trúc của cá nhân và của các nhóm. Chúng thường bao gồm các lĩnh vực như xã hội học, kinh tế học, y tế công cộng, nhân loại học, nhân khẩu học và chính trị học.
Nhiều lĩnh vực con của các ngành này kiểm tra ranh giới giữa khoa học hành vi và xã hội. Ví dụ, tâm lý học chính trị và kinh tế học hành vi sử dụng các phương pháp tiếp cận hành vi, mặc dù chủ yếu tập trung vào các yếu tố hệ thống và thể chế trong các lĩnh vực khoa học chính trị và kinh tế rộng lớn hơn.